# بابي ثياو
بابي ثياو (بالفرنسية: Pape Thiaw)‏ (مواليد 5 فبراير 1981) هو لاعب كرة قدم. يلعب مع منتخب السنغال لكرة القدم. سبق له أن لعب في كأس العالم لكرة القدم مع منتخب بلاده.

## روابط خارجية
- بابي ثياو على موقع قاعدة بيانات كرة القدم.إي يو (الإنجليزية)
- بابي ثياو على موقع بيانات كرة القدم. دي إي (الألمانية)
- بابي ثياو على موقع ليكيب (الفرنسية)
- بابي ثياو على موقع ناشيونال فوتبول تيمز (الإنجليزية)
- بابي ثياو على موقع كووورة